# Бюхлер, Кен
Кеннет «Кен» Лесли Бюхлер (англ. Kenneth "Ken" Leslie Buehler; 19 ноября 1919 года, Эдгар, Висконсин, США — 18 апреля 2019 года, Райнлендер, Висконсин, США) — американский профессиональный баскетболист. Чемпион НБЛ в сезоне 1942/1943 годов.

## Ранние годы
Кен Бюхлер родился 19 ноября 1919 года в городе Эдгар (штат Висконсин), там же учился в одноимённой школе, в которой играл за местную баскетбольную команду. В 1942 году закончил Висконсинский государственный колледж в Милуоки, где в течение четырёх лет играл за команду «Милуоки Пантерс», в которой провёл успешную студенческую карьеру. При Бюхлере «Пантерс» два раза выигрывали регулярный чемпионат межуниверситетской спортивной конференции Висконсина (1940—1941). Три сезона подряд включался в символическую сборную конференции (1940—1942), а также два года подряд становился её лучшим бомбардиром (1941—1942).

## Профессиональная карьера
Играл на позиции форварда и центрового. В 1942 году Кен Бюхлер заключил соглашение с командой «Шебойган Рэд Скинс», выступавшей в то время в Национальной баскетбольной лиге (НБЛ). Позже выступал за команду «Форт-Уэйн Золлнер Пистонс» (НБЛ). Всего в НБЛ провёл 3 сезона. В сезоне 1942/1943 годов Бюхлер, будучи одноклубником Бадди Дженнетта, Рубена Лаутеншлагера, Эда Данкера и Кена Сюсенса, выиграл чемпионский титул в составе «Шебойган Рэд Скинс», а также был признан новичком года НБЛ. Всего за карьеру в НБЛ Кен сыграл 33 игры, в которых набрал 192 очка (в среднем 5,8 за игру). Помимо этого Бюхлер в составе «Рэд Скинс» и «Золлнер Пистонс» три раза участвовал во Всемирном профессиональном баскетбольном турнире, став его бронзовым призёром в 1947 году, в котором завершил свою профессиональную карьеру из-за травмы колена.

## Дальнейшая деятельность
Его карьера была прервана на два года Второй мировой войной, во время которой он служил в Военно-морских силах США (1943—1945). В 1950 году Бюхлер получил учёную степень стоматолога, после чего продолжил свою спортивную карьеру, играя в баскетбол в любительских лигах Висконсина. В настоящее время Кен Бюхлер, в прошлом член UWM Athletic Board, является членом государственной и национальной стоматологической ассоциации.